# Xyris lobbii
Xyris lobbii är en gräsväxtart som beskrevs av Alfred Barton Rendle. Xyris lobbii ingår i släktet Xyris och familjen Xyridaceae. IUCN kategoriserar arten globalt som livskraftig. Inga underarter finns listade i Catalogue of Life.